# Birger Rexed
Ernst Birger Daniel Håkan Rexed, född 23 januari 1945, död 13 maj 2020, var en svensk läkare (1971), tidigare gynekolog vid Danderyds sjukhus. Tävlingsläkare vid Lidingöloppet, organisationsutvecklare och författare inom förebyggande medicin.
Han är son till Gunnar Rexed tandläkare och Erika Rexed född Schlemmer, tandläkare.
Birger Rexed är legitimerad läkare med specialistexamen i kvinnosjukdomar och förlossning, företagshälsovård, samt behörig i allmänmedicin. Han har tjänstgjort vid Torsby lasarett, Säffle lasarett, samt vid Danderyds sjukhus där han erhöll specialistexamen i obstetrik och gynekologi. Därefter har han tjänstgjort på Västberga Företagshälsovård i 13 år där han erhöll specialistexamen i företagshälsovård och allmänläkarbehörighet.
1989 genomgick han Institutet för Företagslednings stora företagsledarprogram. Efter det startade han 1989 företaget Birger Rexed Human Resource. Företagets inriktning har varit verksamhetsutveckling, ledarskapsutveckling och medarbetarskapsutveckling. Stöd åt chefer och medarbetare. Han har även bedrivit privatpraktik och tjänstgjort som företagsläkare. Birger Rexed är örlogskapten inom marinen. Där har han verkat som specialdykläkare vid bland annat Kustjägarskolan och Marinens dykericentrum. Senare som stabsläkare vid Stockholms Kustartilleriförsvar och senast vid Ostkustens Marinbas. Birger Rexed har varit fackligt aktiv och under många år varit ordförande i Stockholms företagsläkarförening, lokalförening inom Svenska Företagsläkarföreningen. Han har även varit aktiv inom idrottsmedicinen och var under 13 år ansvarig för den medicinska verksamheten inom Lidingöloppet Birger Rexed har skrivit böckerna ”Långtidsfrisk – så skapas hälsa, effektivitet och lönsamhet” (med Anders Lugn och Johnny Johnsson. ”Lönsam, Hälsosam, Lyckosam – främjande ledarskap och medarbetarskap” (med Anders Lugn)